# Richmond Kickers Future
Richmond Kickers Future was een Amerikaanse voetbalclub uit Richmond, Virginia. De club werd opgericht in 2002 en was een ontwikkelingsclub voor de Richmond Kickers, die in de USL Second Division speelden. In 2008 werd het team opgeheven.

## Seizoen per seizoen
| Jaar | Divisie | League  | Regulier Seizoen   | Playoffs                | Open Cup            |
| ---- | ------- | ------- | ------------------ | ----------------------- | ------------------- |
| 2002 | 4       | USL PDL | 3de, Mid Atlantic  | Niet gekwalificeerd     | Niet gekwalificeerd |
| 2003 | 4       | USL PDL | 1ste, Mid Atlantic | Conference halve finale | Niet gekwalificeerd |
| 2004 | 4       | USL PDL | 3de, Mid Atlantic  | Niet gekwalificeerd     | Niet gekwalificeerd |
| 2005 | 4       | USL PDL | 1ste, Mid Atlantic | Nationale halve finale  | 2de ronde           |
| 2006 | 4       | USL PDL | 5de, Mid Atlantic  | Niet gekwalificeerd     | Niet gekwalificeerd |
| 2007 | 4       | USL PDL | 6de, Mid Atlantic  | Niet gekwalificeerd     | Niet gekwalificeerd |
| 2008 | 4       | USL PDL | 6de, Mid Atlantic  | Niet gekwalificeerd     | Niet gekwalificeerd |